# Nekrolog 4. Quartal 1941
Nekrolog
◄◄
| ◄
| 1937
| 1938
| 1939
| 1940
| 1941 | 1942 | 1943 | 1944 | 1945 | ► | ►►
1. Quartal |
2. Quartal |
3. Quartal |
4. Quartal 1941
Weitere Ereignisse | Allgemeiner Nekrolog 1941
Die Beschreibung der verstorbenen Person sollte so kurz wie möglich gehalten sein und nur deren signifikante Tätigkeit(en) enthalten.
Neue Namen ggf. auch unter dem Geburts- und Sterbedatum, also etwa unter 1. Januar und im Geburts- und Sterbejahr (2024) eintragen (nur bei entsprechender großer Wichtigkeit). Für Beispiele siehe die schon vorhandenen Artikel.
Außerdem über die fünf zuletzt Verstorbenen, zu denen es einen ausreichend guten Artikel für eine Präsentation auf der Hauptseite gibt, nach der todesbedingten Überarbeitung der Artikel ggf. auch unter Wikipedia Diskussion:Hauptseite informieren und sie am besten auch in den anderen Wikipedia-Sprachversionen eintragen. Tipp: Regelmäßig bei news.google.de nach „ist tot“, „gestorben“ oder „verstorben“ suchen.
Wenn eine Person gestorben ist, gibt es viele Seiten zu dieser Person in der Wikipedia, die davon auch betroffen sind und entsprechend aktualisiert werden müssen. Beispiele: Namenübersichtsseite, Geburtsjahr, Geburtsort-Seiten und viele mehr.
Wie finde ich die betroffenen Seiten?
Im Suchfeld auf der linken Seite gibt man den Suchbegriff so ein: „Vorname Nachname“. Dann klickt man auf Volltext und alle Seiten mit entsprechendem Suchtext werden aufgerufen. Hier sieht man dann schnell, wo auch das Todesjahr Sinn macht oder sogar ein Teil des Artikels angepasst werden muss. Auch hilft das „Werkzeug“ auf der linken Seite sehr gut, um solche Seiten aufzufinden: „Links auf diese Seite“. Somit ist die Wikipedia wieder aktuell in allen Bereichen! Hinweis: bei Eintragung der Kategorie „Gestorben JAHR“ wird der Missbrauchsfilter 49 ausgelöst, was jedoch nicht schlimm ist. Siehe: Spezial:Missbrauchsfilter/49
Dies ist eine Liste von im vierten Quartal 1941 verstorbenen bekannten Persönlichkeiten. Die Einträge erfolgen innerhalb der einzelnen Daten alphabetisch sortiert. Tiere sind im Nekrolog für Tiere zu finden.

## Oktober
| Tag         | Name                                | Beruf, bekannt als                                                                                        | Alter | Beleg              |
| ----------- | ----------------------------------- | --- | ----- | ------------------ |
| 1. Oktober  | Mikuláš Doležal                     | tschechoslowakischer Soldat, Legionär sowie Divisionsgeneral in der Tschechoslowakischen Armee            | 51    |                    |
| 1. Oktober  | John Longstaff                      | australischer Maler                                                                                       | 80    |                    |
| 1. Oktober  | Palle Rosenkrantz                   | dänischer Jurist, Autor und Übersetzer                                                                    | 74    |                    |
| 1. Oktober  | Václav Šára                         | tschechoslowakischer General und Widerstandskämpfer                                                       | 48    |                    |
| 1. Oktober  | Oleg Svátek                         | tschechischer General und Widerstandskämpfer                                                              | 53    |                    |
| 2. Oktober  | Aribert Mog                         | deutscher Schauspieler                                                                                    | 37    |                    |
| 2. Oktober  | Albin Müller                        | deutscher Architekt, Pädagoge und Gestalter                                                               | 69    |                    |
| 2. Oktober  | Georg Schöner                       | römisch-katholischer Pfarrer und Rosenzüchter                                                             | 77    |                    |
| 2. Oktober  | Franz Thilo                         | deutscher Verwaltungsjurist                                                                               | 77    |                    |
| 2. Oktober  | Karel Treybal                       | tschechoslowakischer Schachspieler                                                                        | 56    |                    |
| 2. Oktober  | Menachem Ussishkin                  | Zionistenführer                                                                                           | 78    |                    |
| 3. Oktober  | Josef Balabán                       | tschechoslowakischer General und Widerstandskämpfer                                                       | 47    |                    |
| 3. Oktober  | Adalbert Czerny                     | deutscher Kinderarzt                                                                                      | 78    |                    |
| 3. Oktober  | Leopold Höhnen                      | deutscher Verwaltungsjurist und Politiker                                                                 | 71    |                    |
| 3. Oktober  | Jaime Janer                         | spanischer Radrennfahrer                                                                                  | 41    | radsportseiten.net |
| 3. Oktober  | Wilhelm Kienzl                      | österreichischer Komponist                                                                                | 84    |                    |
| 3. Oktober  | Gustave Lhopiteau                   | französischer Jurist und Politiker der Dritten Republik                                                   | 81    |                    |
| 3. Oktober  | Ernest Marland                      | US-amerikanischer Politiker                                                                               | 67    |                    |
| 3. Oktober  | Georg Weig                          | deutscher Bischof der Römisch-katholischen Kirche                                                         | 57    |                    |
| 4. Oktober  | Jack Cunningham                     | US-amerikanischer Journalist und Drehbuchautor                                                            | 59    |                    |
| 4. Oktober  | Hanns Löhr                          | deutscher Internist, Nationalsozialist und Hochschullehrer                                                | 50    |                    |
| 4. Oktober  | Albert Roberval                     | kanadischer Opernsänger (Tenor), Dirigent, Theaterleiter und Gesangspädagoge                              | 71    |                    |
| 4. Oktober  | Mykola Trublaini                    | ukrainischer Schriftsteller                                                                               | 34    |                    |
| 5. Oktober  | Louis Brandeis                      | US-amerikanischer Jurist                                                                                  | 84    |                    |
| 5. Oktober  | Vyvyan Pope                         | britischer Generalleutnant                                                                                | 50    | generals.dk        |
| 5. Oktober  | Werner Technau                      | deutscher Klassischer Archäologe                                                                          | 38    |                    |
| 5. Oktober  | Clarence Wilson                     | amerikanischer Schauspieler                                                                               | 64    |                    |
| 6. Oktober  | Gyula Kabos                         | ungarischer Filmkomiker                                                                                   | 54    |                    |
| 6. Oktober  | Martti Lappalainen                  | finnischer Skilangläufer                                                                                  | 39    |                    |
| 6. Oktober  | Theophil Richter                    | russlanddeutscher Musiker, Pädagoge und Komponist                                                         |       |                    |
| 6. Oktober  | Hermann Vetters                     | österreichischer Geologe                                                                                  | 61    |                    |
| 7. Oktober  | Julius Baer                         | deutscher Internist                                                                                       | 65    |                    |
| 7. Oktober  | Josef Gander                        | Schweizer Politiker                                                                                       | 82    |                    |
| 7. Oktober  | Georg Lenhart                       | deutscher Geistlicher, Landtagsabgeordneter im Volksstaat Hessen                                          | 72    |                    |
| 7. Oktober  | Franz Neelmeyer                     | deutscher Bankkaufmann                                                                                    | 73    |                    |
| 7. Oktober  | Harri Paris                         | estnischer Schauspieler                                                                                   | 50    |                    |
| 8. Oktober  | Gus Kahn                            | US-amerikanischer Musiker, Liedermacher und Textdichter                                                   | 54    |                    |
| 8. Oktober  | Eberhard Kitzing                    | deutscher Arzt und HJ-Funktionär                                                                          | 30    |                    |
| 8. Oktober  | Božena Laglerová                    | österreichisch-böhmische Pilotin                                                                          | 52    |                    |
| 8. Oktober  | Lorenzo Lauri                       | italienischer Kurienkardinal der römisch-katholischen Kirche                                              | 76    |                    |
| 8. Oktober  | Ostap Luzkyj                        | ukrainischer Schriftsteller, Publizist und Literaturkritiker sowie Militärperson und polnischer Politiker | 57    |                    |
| 8. Oktober  | Georg Tuxhorn                       | deutscher Maler                                                                                           | 38    |                    |
| 8. Oktober  | Arthur Wienkoop                     | deutscher Architekt und Architekturlehrer                                                                 | 77    |                    |
| 9. Oktober  | Emilio Diena                        | italienischer Jurist und Philatelist                                                                      | 81    |                    |
| 9. Oktober  | Ferdinand Laurberg                  | estnischer Fußballnationalspieler und Bandyspieler                                                        | 37    |                    |
| 9. Oktober  | Helen Morgan                        | US-amerikanische Jazz-Sängerin und Schauspielerin                                                         | 41    |                    |
| 9. Oktober  | John Gardiner Richards              | Gouverneur von South Carolina                                                                             | 77    |                    |
| 9. Oktober  | Hermann Roeder                      | deutscher Rittergutsbesitzer und Kommunalpolitiker in der Gemeinde Lichtenberg                            | 84    |                    |
| 9. Oktober  | Mathilde Schacht                    | deutsche Theaterschauspielerin und Soubrette                                                              |       |                    |
| 9. Oktober  | Wassil Tanew                        | bulgarischer Kommunist                                                                                    |       |                    |
| 10. Oktober | Hanns Bächtold-Stäubli              | Schweizer Volkskundler                                                                                    | 55    |                    |
| 10. Oktober | Eric Borchert                       | deutschsprachiger Fotograf und Kriegsberichterstatter                                                     | 30    |                    |
| 10. Oktober | Geraint Goodwin                     | walisischer Schriftsteller                                                                                | 38    |                    |
| 10. Oktober | Theodor Kitt                        | deutscher Veterinärmediziner                                                                              | 82    |                    |
| 10. Oktober | Friedrich August Krantz             | deutscher Hütteningenieur und Hochschullehrer für Unfallverhütung                                         | 78    |                    |
| 10. Oktober | Leon Wetmański                      | römisch-katholischer Weihbischof des Bistums Płock                                                        | 55    |                    |
| 11. Oktober | Lee E. Geyer                        | US-amerikanischer Politiker                                                                               | 53    |                    |
| 11. Oktober | Mihkel Pung                         | estnischer Anwalt und Politiker, Mitglied des Riigikogu                                                   | 64    |                    |
| 11. Oktober | Julius Winckel                      | deutscher Jurist und Konsularbeamter                                                                      | 83    |                    |
| 12. Oktober | Harry M. Daugherty                  | US-amerikanischer Jurist und Politiker                                                                    | 81    |                    |
| 12. Oktober | Lothar Elbogen                      | jüdisch-österreichischer Industrieller                                                                    | 41    |                    |
| 12. Oktober | Julius Krieg                        | deutscher römisch-katholischer Kirchenrechtler und Hochschullehrer                                        | 59    |                    |
| 12. Oktober | Johann Mayer                        | österreichischer Müller, Politiker und Landeshauptmann von Niederösterreich                               | 83    |                    |
| 12. Oktober | Raphaël Milliès-Lacroix             | französischer Politiker, Senator und Minister                                                             | 90    |                    |
| 12. Oktober | Michael Francis Phelan              | US-amerikanischer Politiker                                                                               | 65    |                    |
| 12. Oktober | Erwin Schleifer                     | österreichisches Opfer der Shoa                                                                           | 30    |                    |
| 12. Oktober | Morris S. Tremaine                  | US-amerikanischer Geschäftsmann und Politiker                                                             | 70    |                    |
| 12. Oktober | Carl Zörner                         | deutscher Fußballspieler und -funktionär                                                                  | 46    |                    |
| 13. Oktober | František Bílek                     | tschechischer Steinbildhauer und Grafiker                                                                 | 68    |                    |
| 13. Oktober | David Devant                        | britischer Zauberkünstler                                                                                 | 73    |                    |
| 14. Oktober | Arthur Holitscher                   | Schriftsteller                                                                                            | 72    |                    |
| 14. Oktober | François Xavier Ley                 | elsässischer Metzgermeister und Landtagsabgeordneter                                                      | 78    |                    |
| 14. Oktober | Karel Robětín                       | böhmisch-tschechoslowakischer Tennis- und Eishockeyspieler sowie Unternehmer                              | 52    |                    |
| 14. Oktober | Hjalmar Söderberg                   | schwedischer Schriftsteller                                                                               | 72    |                    |
| 14. Oktober | Heinrich von Xylander               | deutscher Historiker                                                                                      | 37    |                    |
| 15. Oktober | Władysław Abraham                   | polnischer Historiker                                                                                     | 81    |                    |
| 15. Oktober | H. C. Cradock                       | britische Schriftstellerin                                                                                |       |                    |
| 15. Oktober | Nadeschda Petrowna Lamanowa         | russische Modedesignerin                                                                                  | 79    |                    |
| 16. Oktober | Hugo Eberlein                       | deutscher kommunistischer Politiker, Opfer des Großen Terrors in der Sowjetunion                          | 54    |                    |
| 16. Oktober | Sergei Jakowlewitsch Efron          | russischer Dichter                                                                                        | 48    |                    |
| 16. Oktober | Antanas Gustaitis                   | litauischer Militärpilot, Brigadegeneral, Flugzeugkonstrukteur und Schachspieler                          | 43    |                    |
| 16. Oktober | Konrad Hammetter                    | österreichischer Politiker (NSDAP), MdR                                                                   | 43    |                    |
| 16. Oktober | Adolf Heilborn                      | deutscher Arzt, Schriftsteller und Übersetzer                                                             | 68    |                    |
| 16. Oktober | Józef Jankowski                     | polnischer Pallottiner                                                                                    | 30    |                    |
| 16. Oktober | Michael Koch                        | österreichischer Politiker (CS), Bundesrat sowie Landtagsabgeordneter und Landesrat im Burgenland         | 64    |                    |
| 16. Oktober | Arthur Kronfeld                     | deutsch-russischer Psychiater                                                                             | 55    |                    |
| 16. Oktober | Andreas Odenwald                    | deutscher Unternehmer und Politiker                                                                       | 87    |                    |
| 16. Oktober | Georg Widmer                        | österreichischer Historiker                                                                               |       |                    |
| 17. Oktober | Dirk Fock                           | niederländischer Rechtsanwalt, Politiker und Gouverneur                                                   | 83    |                    |
| 17. Oktober | Heinz Julius Mackenthun             | deutscher Unternehmer und Politiker (DDP), MdL                                                            | 57    |                    |
| 17. Oktober | Friedrich Marx                      | deutscher klassischer Philologe                                                                           | 82    |                    |
| 17. Oktober | Albert Müller-Kahle                 | deutscher Generalmajor im Dritten Reich                                                                   | 47    |                    |
| 17. Oktober | John Stanley Plaskett               | kanadischer Astronom                                                                                      | 75    |                    |
| 17. Oktober | Lisa Wenger                         | Schweizer Künstlerin, Kinderbuchautorin und Malerin                                                       | 83    |                    |
| 17. Oktober | Guglielmo Zuelli                    | italienischer Komponist, Dirigent und Muzsikpädagoge                                                      | 81    |                    |
| 18. Oktober | Nikolai Alexandrowitsch Ladowski    | russischer Architekt und Hochschullehrer                                                                  |       |                    |
| 18. Oktober | Gian Carlo Stucky                   | italienischer Unternehmer                                                                                 | 59    |                    |
| 18. Oktober | Wolodymyr Swidsinskyj               | ukrainischer Dichter und Übersetzer                                                                       | 56    |                    |
| 18. Oktober | Manuel Teixeira Gomes               | portugiesischer Politiker der Ersten Portugiesischen Republik                                             | 81    |                    |
| 18. Oktober | Mary Luella Trowbridge              | US-amerikanische Klassische Philologin                                                                    | 47    |                    |
| 19. Oktober | Leo Belmont                         | polnischer Journalist, Rechtsanwalt und Schriftsteller sowie Esperantist                                  | 76    |                    |
| 19. Oktober | Hermann Boost                       | deutscher Bauingenieur und Hochschullehrer                                                                | 77    |                    |
| 19. Oktober | Lawrence J. Connery                 | US-amerikanischer Politiker                                                                               | 46    |                    |
| 19. Oktober | William Miller Jenkins              | US-amerikanischer Politiker                                                                               | 85    |                    |
| 19. Oktober | Kurt von Klüfer                     | deutscher Offizier, Polizeioffizier und Militärschriftsteller                                             | 72    |                    |
| 19. Oktober | Julius Sandmeier                    | deutscher Schriftsteller und literarischer Übersetzer                                                     | 59    |                    |
| 19. Oktober | Julian Will                         | Lehrer und Politiker                                                                                      | 50    |                    |
| 20. Oktober | Hanuš Bonn                          | tschechischer Dichter, Literaturkritiker und Übersetzer                                                   | 28    |                    |
| 20. Oktober | Karl Hermann Friedrich Grunert      | deutscher Augenarzt                                                                                       | 74    |                    |
| 20. Oktober | Martin Honecker                     | deutscher Psychologe und Philosoph                                                                        | 53    |                    |
| 20. Oktober | Karl Hotz                           | deutscher Ingenieur und Offizier der Wehrmacht                                                            | 64    |                    |
| 20. Oktober | Wilhelm Koenenkamp                  | deutscher Kaufmann und Politiker                                                                          | 82    |                    |
| 20. Oktober | Eino Olkinuora                      | finnischer Skilangläufer                                                                                  | 25    |                    |
| 20. Oktober | Heinrich Wolf                       | deutscher Politiker (SPD), MdL                                                                            | 83    |                    |
| 21. Oktober | Alfred Denker                       | deutscher Mediziner                                                                                       | 78    |                    |
| 21. Oktober | Franz Feist                         | deutscher Chemiker                                                                                        | 77    |                    |
| 21. Oktober | Herman Lieberman                    | polnischer sozialistischer Parlamentarier, Mitglied des Sejm                                              | 71    |                    |
| 21. Oktober | Maurice Rambert                     | Schweizer Radiopionier und Unternehmer                                                                    | 75    |                    |
| 21. Oktober | Hans Gottfried Reimers              | deutscher Kriegsverwaltungsrat                                                                            |       |                    |
| 21. Oktober | Klara Weyl                          | deutsche Sozialpolitikerin                                                                                | 69    |                    |
| 22. Oktober | Louis Marcoussis                    | französischer Graphiker und Maler                                                                         | 62    |                    |
| 22. Oktober | Guy Môquet                          | französisches Opfer deutscher Repression während der Besatzungszeit im Zweiten Weltkrieg                  | 17    |                    |
| 22. Oktober | Jean-Pierre Timbaud                 | französischer Widerstandskämpfer und Gewerkschaftsfunktionär                                              | 37    |                    |
| 22. Oktober | Sıtkı Üke                           | osmanischer und türkischer Militär sowie Abgeordneter der Großen Nationalversammlung der Türkei           |       |                    |
| 23. Oktober | Franz Gillmann                      | deutscher katholischer Priester und Theologe, später Universitätsprofessor in Würzburg                    | 76    |                    |
| 23. Oktober | Ernst Hagedorn                      | deutscher Rittergutsbesitzer                                                                              | 78    |                    |
| 23. Oktober | Edward Everett Holland              | US-amerikanischer Politiker                                                                               | 80    |                    |
| 23. Oktober | Shailer Mathews                     | US-amerikanischer Theologe                                                                                | 78    |                    |
| 23. Oktober | Louis-Joseph-Arthur Melanson        | kanadischer Geistlicher, römisch-katholischer Erzbischof von Moncton                                      | 62    |                    |
| 23. Oktober | Frederick Roberts                   | britischer Politiker (Labour Party)                                                                       | 65    |                    |
| 23. Oktober | Emil Saudek                         | tschechischer Übersetzer                                                                                  | 65    |                    |
| 24. Oktober | Heinrich Brockhaus                  | deutscher Kunsthistoriker                                                                                 | 83    |                    |
| 24. Oktober | Franz Dittelbach                    | österreichischer Politiker (SDAP)                                                                         | 57    |                    |
| 24. Oktober | Henri Duhem                         | französischer Landschaftsmaler                                                                            | 81    |                    |
| 24. Oktober | Gottfried Heinersdorff              | deutscher Glasmaler                                                                                       | 58    |                    |
| 24. Oktober | Jakob Ihrig                         | Odenwälder Original                                                                                       | 75    |                    |
| 24. Oktober | Mary Louisa Martin                  | irische Tennisspielerin, neunmalige irische Meisterin                                                     | 76    |                    |
| 24. Oktober | William A. Noyes                    | US-amerikanischer Chemiker                                                                                | 83    |                    |
| 24. Oktober | Konrad Ortmann                      | deutscher Gymnasialprofessor und Politiker (NLP), MdR                                                     | 74    |                    |
| 24. Oktober | Sándor Reményik                     | ungarischer Dichter                                                                                       | 51    |                    |
| 24. Oktober | Ludwig Schmidt                      | deutscher Rassenhygieniker, Mediziner und Hochschullehrer                                                 | 50    |                    |
| 24. Oktober | Erich Schmidt-Kestner               | deutscher Bildhauer                                                                                       | 64    |                    |
| 25. Oktober | Robert Delaunay                     | französischer Maler und gilt als Hauptvertreter des Orphismus                                             | 56    |                    |
| 25. Oktober | Heinrich Salzmann                   | deutscher Architekt                                                                                       | 77    |                    |
| 25. Oktober | Franz von Werra                     | deutscher Jagdflieger und flüchtiger Kriegsgefangener                                                     | 27    |                    |
| 25. Oktober | Gustav Wolff                        | deutsch-schweizerischer Psychiater                                                                        | 76    |                    |
| 26. Oktober | Harry von Arnim                     | deutscher Generalmajor im Zweiten Weltkrieg                                                               | 51    |                    |
| 26. Oktober | Arkadi Petrowitsch Gaidar           | sowjetischer Jugendschriftsteller                                                                         | 37    |                    |
| 26. Oktober | Félix Mayol                         | französischer Sänger                                                                                      | 68    |                    |
| 26. Oktober | Victor Schertzinger                 | US-amerikanischer Filmkomponist Regisseur, Drehbuchautor und Filmproduzent                                | 53    |                    |
| 27. Oktober | Albert Colomb                       | französischer Autorennfahrer                                                                              |       |                    |
| 27. Oktober | Gustav Dammann                      | deutscher Offizier, zuletzt Generalleutnant                                                               | 67    |                    |
| 27. Oktober | Wilhelm Farwick                     | deutscher Politiker (Zentrum), Jurist                                                                     | 78    |                    |
| 27. Oktober | Károly Huszár                       | ungarischer Lehrer, Politiker                                                                             | 59    |                    |
| 27. Oktober | Ernest Just                         | US-amerikanischer Biologe                                                                                 | 58    |                    |
| 27. Oktober | Georgette Leblanc                   | französische Opernsängerin (Sopran), Schauspielerin und Schriftstellerin                                  | 72    |                    |
| 27. Oktober | Hans Schaufuß                       | deutscher Schauspieler                                                                                    | 22    |                    |
| 27. Oktober | Wiktor Wassiljewitsch Talalichin    | sowjetischer Pilot                                                                                        | 23    |                    |
| 28. Oktober | Nadeschda Petrowna Dyrenkowa        | russische Ethnographin, Turkologin und Linguistin                                                         | 42    |                    |
| 28. Oktober | Karl Gaulhofer                      | österreichischer Turnpädagoge, Eugeniker und Kulturkritiker                                               | 55    |                    |
| 28. Oktober | Michail Sergejewitsch Kedrow        | sowjetischer Politiker und Tschekist                                                                      |       |                    |
| 28. Oktober | Georg Lotheissen                    | österreichischer Chirurg                                                                                  | 73    |                    |
| 28. Oktober | Otto Pretzl                         | deutscher Orientalist                                                                                     | 48    |                    |
| 28. Oktober | Carl Stamm                          | deutscher Kinderarzt und NS-Opfer                                                                         | 74    |                    |
| 28. Oktober | Jakow Grigorjewitsch Taubin         | sowjetischer Waffenkonstrukteur                                                                           |       |                    |
| 28. Oktober | Artur Tupits                        | estnischer Politiker, Mitglied des Riigikogu und Journalist                                               | 49    |                    |
| 29. Oktober | Alexander Nikolajewitsch Afinogenow | russischer Schriftsteller und Dramatiker                                                                  | 37    |                    |
| 29. Oktober | Bruno Cassirer                      | deutscher Verleger, Galerist und Pferdezüchter                                                            | 68    |                    |
| 30. Oktober | Karl Donndorf                       | deutscher Bildhauer                                                                                       | 71    |                    |
| 30. Oktober | Camillo Guidi                       | italienischer Bauingenieur                                                                                | 88    |                    |
| 30. Oktober | Ingibjörg H. Bjarnason              | isländische Frauenrechtlerin, Politikerin und Lehrerin                                                    | 73    |                    |
| 30. Oktober | Adolf Scheufelen                    | deutscher Ingenieur und Unternehmer                                                                       | 77    |                    |
| 30. Oktober | Hans Schinz                         | Schweizer Botaniker                                                                                       | 82    |                    |
| 30. Oktober | Artur Schweriner                    | deutscher Schriftsteller und Journalist                                                                   | 59    |                    |
| 30. Oktober | Taniguchi Naomi                     | japanischer Admiral                                                                                       | 71    |                    |
| 30. Oktober | Sigismund Waitz                     | Weihbischof in Brixen, Apostolischer Administrator von Innsbruck-Feldkirch, Erzbischof von Salzburg       | 77    |                    |
| 31. Oktober | Chu Berry                           | amerikanischer Jazzmusiker (Tenorsaxophonist)                                                             | 33    |                    |
| 31. Oktober | Josef Fohringer                     | österreichischer Widerstandskämpfer gegen den Nationalsozialismus                                         | 42    |                    |
| 31. Oktober | Wolfgang Sorge                      | deutscher Privatgelehrter, Schriftsteller und Journalist                                                  | 50    |                    |
| 31. Oktober | James Speyer                        | US-amerikanischer Bankier                                                                                 | 80    |                    |
| 31. Oktober | Herwarth Walden                     | deutscher Schriftsteller, Verleger, Galerist, Musiker und Komponist                                       | 63    |                    |
|             | Josef Adelbrecht                    | österreichischer Fußballspieler                                                                           | 31    |                    |
|             | Herbert Bamlett                     | englischer Fußballtrainer und Schiedsrichter                                                              |       |                    |
|             | Theodor Bohnenberger                | deutscher Blumen-, Genre-, Porträt-, Landschafts- und Aktmaler                                            | 73    |                    |
|             | Hugo Buli                           | serbischer Kaufmann und Fußballpionier                                                                    |       |                    |
|             | Franz Costa                         | Opernsänger (Tenor), Theater- und Stummfilmschauspieler                                                   | 80    |                    |
|             | Walentin Ossafowitsch Litowski      | sowjetischer Filmschauspieler                                                                             | 20    |                    |
|             | Pawel Alexandrowitsch Moltschanow   | sowjetischer Meteorologe                                                                                  | 48    |                    |
|             | Georges Roussin                     | französischer Maler                                                                                       | 86    |                    |
|             | Vinzenz Waidacher                   | österreichischer SA-Standartenführer                                                                      | 41    |                    |
|             | Meir Wiener                         | polnisch-österreichischer Schriftsteller und Literaturwissenschaftler des Jiddischen                      |       |                    |

## November
| Tag          | Name                                  | Beruf, bekannt als                                                                    | Alter | Beleg |
| ------------ | ------------------------------------- | ------------------------------------------------------------------------------------- | ----- | ----- |
| 1. November  | Bernhard Burgstaller                  | österreichischer Zisterzienser, Abt des Stifts Wilhering und NS-Opfer                 | 55    |       |
| 1. November  | Paul Gusmann                          | deutscher Arzt, Bryologe und Entomologe                                               | 75    |       |
| 1. November  | Dominik Löscher                       | österreichischer Schauspieler                                                         | 64    |       |
| 1. November  | Georg Neithardt                       | deutscher Richter                                                                     | 70    |       |
| 1. November  | Walter Otto                           | deutscher Althistoriker                                                               | 63    |       |
| 1. November  | Hugo Strauß                           | deutscher Ruderer                                                                     | 34    |       |
| 1. November  | Edgar Vincent, 1. Viscount D’Abernon  | britischer Politiker, Diplomat und Schriftsteller                                     | 84    |       |
| 2. November  | Bengt Djurberg                        | schwedischer Schauspieler                                                             | 43    |       |
| 2. November  | Simon Guggenheim                      | US-amerikanischer Geschäftsmann und Politiker                                         | 73    |       |
| 2. November  | Josef Klein                           | tschechoslowakischer Leichtathlet                                                     | 24    |       |
| 2. November  | Vincent de Paul Wehrle                | US-amerikanischer Geistlicher, Bischof von Bismarck                                   | 85    |       |
| 3. November  | Georg Krüger-Haye                     | deutscher evangelisch-lutherischer Geistlicher und Autor                              | 77    |       |
| 3. November  | R. T. Layton                          | britischer Spezialeffektekünstler                                                     | 57    |       |
| 3. November  | Georg von Neufville                   | deutscher Offizier und nationalsozialistischer Funktionär                             | 58    |       |
| 3. November  | Harry Stangenberg                     | schwedischer Opernregisseur                                                           | 48    |       |
| 3. November  | Otto Warneyer                         | deutscher Reichsgerichtsrat                                                           | 74    |       |
| 4. November  | Wassili Iwanowitsch Anutschin         | russischer Ethnograf und Journalist                                                   | 66    |       |
| 4. November  | Amédé Ardoin                          | US-amerikanischer Zydeco-Musiker                                                      | 43    |       |
| 4. November  | Cornelia Barns                        | US-amerikanische Feministin, Sozialisten und politische Karikaturistin                | 53    |       |
| 4. November  | Franz Ferdinand Eiffe                 | deutscher Kaufmann und Politiker, MdHB                                                | 80    |       |
| 4. November  | Norman de Garis Davies                | britischer Geistlicher, Kopist, Epigrafiker und Ägyptologe                            | 76    |       |
| 4. November  | Arthur Kronthal                       | deutscher Unternehmer und regionaler Historiker                                       | 81    |       |
| 4. November  | Henri Lichtenberger                   | Begründer der modernen französischen Germanistik                                      | 77    |       |
| 4. November  | Mario Rutelli                         | italienischer Maler                                                                   | 82    |       |
| 5. November  | Waldemar Hippius                      | deutschbaltischer russischsprachiger Dichter des Symbolismus                          | 65    |       |
| 5. November  | Arndt Pekurinen                       | finnischer Pazifist                                                                   | 36    |       |
| 5. November  | Hermann Ude                           | deutscher Zoologe, Realschul- und Hochschullehrer                                     | 81    |       |
| 6. November  | Joachim Gottschalk                    | deutscher Schauspieler                                                                | 37    |       |
| 6. November  | Franz Helfferich                      | niederländischer Maler                                                                | 70    |       |
| 6. November  | Walter Krämer                         | deutscher Politiker (KPD), Widerstandskämpfer und Naziopfer                           | 49    |       |
| 6. November  | Maurice Leblanc                       | französischer Krimi-Schriftsteller                                                    | 76    |       |
| 6. November  | Karl Peix                             | deutscher Politiker (KPD) und KZ-Häftling                                             | 42    |       |
| 6. November  | William Sulzer                        | US-amerikanischer Politiker                                                           | 78    |       |
| 6. November  | Meta Wolff                            | deutsche Bühnenschauspielerin                                                         | 39    |       |
| 7. November  | Jacob Alberts                         | deutscher Maler                                                                       | 81    |       |
| 7. November  | Paula Gans                            | tschechische Stillleben-, Porträt- und Aktmalerin                                     | 58    |       |
| 7. November  | Harry C. Ransley                      | US-amerikanischer Politiker                                                           | 78    |       |
| 7. November  | Leonidas D. Robinson                  | US-amerikanischer Politiker                                                           | 74    |       |
| 7. November  | Ernst von Simson                      | deutscher Jurist, Diplomat und Unternehmer                                            | 65    |       |
| 7. November  | Carl Gustaf Taube von Odenkat         | schwedischer Graf und Ingenieur                                                       | 74    |       |
| 7. November  | Albin Zollinger                       | Schweizer Schriftsteller                                                              | 46    |       |
| 8. November  | Walter Claus-Oehler                   | deutscher Fußballspieler                                                              | 44    |       |
| 8. November  | James M. Hazlett                      | US-amerikanischer Politiker                                                           | 77    |       |
| 8. November  | Gaetano Mosca                         | italienischer Rechts- und Politikwissenschaftler und Soziologe, Elitentheoretiker     | 83    |       |
| 9. November  | Auguste Brouet                        | französischer Graphiker der Moderne                                                   |       |       |
| 9. November  | Carl Dransfeld                        | deutscher Fotograf und Lithograf                                                      | 60    |       |
| 9. November  | Edgar de Glimes                       | deutscher Komponist und Pianist                                                       | 70    |       |
| 9. November  | Theophilus Riesinger                  | deutscher Theologe und Exorzist                                                       | 73    |       |
| 9. November  | Eduard Schloemann                     | deutscher Marinemaler und Grafiker                                                    | 53    |       |
| 10. November | Ramón Agapito Catalá y Rives          | kubanischer Verleger und Schriftsteller                                               | 75    |       |
| 10. November | Wassil Dimow                          | bulgarischer Maler, Restaurator und Kunstkritiker                                     | 63    |       |
| 10. November | Daniel Krencker                       | deutscher Bauforscher                                                                 | 67    |       |
| 10. November | Charles McCurdy                       | britischer Politiker                                                                  | 71    |       |
| 10. November | Josef von Spee                        | preußischer Landrat                                                                   | 65    |       |
| 11. November | Albert d’Amade                        | französischer General                                                                 | 84    |       |
| 11. November | Augustin Krämer                       | deutscher Ethnologe                                                                   | 76    |       |
| 11. November | Clara Rosenthal                       | deutsches Opfer von Antisemitismus, Ehefrau von Eduard Rosenthal                      | 78    |       |
| 11. November | Gotthard von Timroth                  | deutsch-baltischer Offizier und Generalmajor in der Kaiserlich Russischen Armee       | 73    |       |
| 11. November | Hermann Volz                          | deutscher Bildhauer                                                                   | 94    |       |
| 12. November | Martha Abicht                         | deutsche Kindergärtnerin                                                              | 63    |       |
| 12. November | Leo Graetz                            | deutscher Physiker                                                                    | 85    |       |
| 12. November | Charles Huntziger                     | französischer General und Politiker                                                   | 61    |       |
| 12. November | Kost Lewyzkyj                         | galizischer Politiker                                                                 | 81    |       |
| 12. November | Abe Reles                             | US-amerikanischer Auftragsmörder der New Yorker Mafia                                 |       |       |
| 12. November | Eduardo Schaerer                      | paraguayischer Präsident                                                              | 67    |       |
| 12. November | Rudolf Schrakamp                      | preußischer Land- und Regierungsrat                                                   | 85    |       |
| 13. November | Fritz von Bothmer                     | deutscher Sportpädagoge                                                               | 57    |       |
| 13. November | Toni Thoms                            | deutscher Komponist, Sänger, Musiker und Theaterleiter                                | 60    |       |
| 13. November | Artur Volkmann                        | deutscher Bildhauer                                                                   | 90    |       |
| 14. November | Charles Binet-Sanglé                  | fränzosischer Militärarzt und Psychologe                                              | 73    |       |
| 14. November | Paul Eugène Gorge                     | belgischer Maler                                                                      | 85    |       |
| 14. November | Friedrich Pagenstecher                | Landtagsabgeordneter Großherzogtum Hessen                                             | 70    |       |
| 14. November | William Pulteney                      | britischer General und Gentleman Usher of the Black Rod                               | 80    |       |
| 14. November | Ludwig Rinderer                       | österreichischer Politiker                                                            | 65    |       |
| 15. November | Wal Handley                           | britischer Motorrad- und Automobilrennfahrer                                          | 39    |       |
| 15. November | Bernd Curt Kreplin                    | deutscher Kunsthistoriker                                                             | 58    |       |
| 15. November | Henry Lynch-Staunton                  | britischer Sportschütze                                                               | 68    |       |
| 15. November | Alexander Paischeff                   | finnischer Maler                                                                      | 47    |       |
| 15. November | Fredrik Stang der Jüngere             | norwegischer Jurist und konservativer Politiker, Mitglied des Storting                | 73    |       |
| 15. November | Johann Friedolf Wahlgreen             | deutscher Politiker (USPD, KPD), MdHB und Gewerkschafter                              | 86    |       |
| 16. November | Eduard Ellmann-Eelma                  | estnischer Fußballspieler                                                             | 39    |       |
| 16. November | Hermann Frank                         | deutscher Kaufmann und Wohnungsunternehmer                                            | 70    |       |
| 16. November | Miina Härma                           | estnische Komponistin                                                                 | 77    |       |
| 16. November | Georg Merzbach                        | deutscher Arzt und Autor                                                              | 73    |       |
| 16. November | Gabriele Reuter                       | deutsche Schriftstellerin                                                             | 82    |       |
| 16. November | Henry Fuller Maitland Wilson          | britischer Generalleutnant                                                            | 82    |       |
| 17. November | Edmond Haraucourt                     | französischer Schriftsteller                                                          | 85    |       |
| 17. November | Duncan McLean                         | schottischer Fußballspieler                                                           | 73    |       |
| 17. November | Otto Opet                             | deutscher Rechtswissenschaftler und Hochschullehrer                                   | 75    |       |
| 17. November | Franz Paradeis                        | württembergischer Oberamtmann                                                         | 70    |       |
| 17. November | Pedro José Pidal y Bernaldo de Quirós | spanischer Politiker, Bergsteiger und Naturschützer                                   | 72    |       |
| 17. November | Paul Gerhard von Puttkamer            | deutscher Offizier, Theaterintendant und Schriftsteller                               |       |       |
| 17. November | Charles Rappoport                     | litauisch-französischer Sozialist, Mitbegründer der KP Frankreichs                    | 76    |       |
| 17. November | Ernst Udet                            | deutscher Jagdflieger im Ersten Weltkrieg                                             | 45    |       |
| 17. November | Henry Whitter                         | US-amerikanischer Old-Time-Musiker                                                    | 49    |       |
| 17. November | Marie Wreschner                       | deutsche Physikerin                                                                   | 54    |       |
| 17. November | Nikolaos Zarifis                      | griechischer Tennisspieler                                                            | 56    |       |
| 18. November | Ludwig Hagemann                       | deutscher katholischer Pfarrer und Lokalhistoriker                                    | 81    |       |
| 18. November | Michail Alexandrowitsch Iljinski      | russischer Chemiker                                                                   | 85    |       |
| 18. November | Georg John                            | deutscher Schauspieler                                                                | 62    |       |
| 18. November | Friedrich von Müller                  | deutscher Internist                                                                   | 83    |       |
| 18. November | Walther Nernst                        | deutscher Physiker und Physikochemiker; erhielt den Nobelpreis für Chemie 1920        | 77    |       |
| 18. November | Wilhelm Reichardt                     | deutscher Theologe                                                                    | 70    |       |
| 18. November | Franz Reichert                        | deutscher Landwirt und Politiker (SPD), Landtagsabgeordneter im Landtag von Anhalt    | 78    |       |
| 18. November | Hans Georg Stehlin                    | Schweizer Paläontologe                                                                | 71    |       |
| 18. November | Chris Watson                          | australischer Politiker und Premierminister                                           | 74    |       |
| 19. November | Carl Blos                             | deutscher Porträt-, Genre- und Landschaftsmaler                                       | 80    |       |
| 19. November | Friedel Greiner                       | deutscher Radrennfahrer, nationaler Meister im Tandemrennen                           | 21    |       |
| 19. November | Adolf Luser                           | österreichischer Verleger                                                             | 55    |       |
| 19. November | Iwan Wassiljewitsch Panfilow          | sowjetischer Militär                                                                  | 48    |       |
| 19. November | Erich Windt                           | deutscher Schriftkünstler und Grafiker                                                | 29    |       |
| 20. November | Carl-Heinz Boese                      | deutscher Filmregisseur und Rundfunkmacher (zuletzt Intendant)                        | 48    |       |
| 20. November | Kurt von Briesen                      | deutscher General der Infanterie im Zweiten Weltkrieg                                 | 58    |       |
| 20. November | Emil Demmig                           | deutscher Architekt und Politiker (FVp), MdR                                          | 76    |       |
| 20. November | Arkadi Maslow                         | kommunistischer Politiker                                                             | 50    |       |
| 20. November | Walter Telemann                       | deutscher Radiologe                                                                   | 59    |       |
| 20. November | Hermann Wagner                        | deutscher Unternehmer und Politiker (VP, DtVP), MdR                                   | 86    |       |
| 20. November | Helmuth Wilberg                       | deutscher Offizier, zuletzt General der Flieger                                       | 61    |       |
| 21. November | Karl Behle                            | deutscher Dreher und Politiker (SPD)                                                  | 73    |       |
| 21. November | Basilio Khouri                        | syrischer Erzbischof                                                                  | 58    |       |
| 21. November | George Morren                         | belgischer Bildhauer, Impressionist und Graveur                                       | 73    |       |
| 21. November | Reinhard Oppel                        | deutscher Musikwissenschaftler, Komponist und Musikpädagoge                           | 63    |       |
| 21. November | Frederik Schmidt-Degener              | niederländischer Dichter, Kunsthistoriker und Muesumsdirektor                         | 59    |       |
| 21. November | Paul Schweifer                        | österreichischer Boxer                                                                | 27    |       |
| 21. November | Ubald Tartaruga                       | österreichischer Polizeijurist, Polizeischriftsteller und Parapsychologe              | 66    |       |
| 22. November | Hans Hefer                            | deutscher Mathematiker                                                                | 34    |       |
| 22. November | Kurt Koffka                           | deutscher Psychologe                                                                  | 55    |       |
| 22. November | Werner Mölders                        | deutscher Luftwaffenoffizier im Zweiten Weltkrieg                                     | 28    |       |
| 22. November | Théophile Pujès                       | französischer Politiker                                                               | 78    |       |
| 22. November | Ada von Voß                           | deutsche Schriftstellerin                                                             | 57    |       |
| 22. November | Percival Christopher Wren             | britischer Soldat und Schriftsteller                                                  | 66    |       |
| 23. November | Oleksij Beketow                       | ukrainischer Architekt                                                                | 79    |       |
| 23. November | Henri Christiné                       | schweizerisch-französischer Komponist                                                 | 73    |       |
| 23. November | Horace F. Graham                      | US-amerikanischer Politiker                                                           | 79    |       |
| 23. November | Otto Rhenius                          | preußischer Generalmajor                                                              | 86    |       |
| 23. November | Carl von Salis                        | Schweizer Maler und Zeichner                                                          | 54    |       |
| 23. November | Sekiya Toshiko                        | japanische Komponistin und Opernsängerin in der Stimmlage Sopran                      | 37    |       |
| 24. November | Bruno Brause                          | deutscher Heimatforscher und autodidaktischer Prähistoriker                           | 58    |       |
| 24. November | Otto Fröhmcke                         | deutscher Politiker                                                                   | 74    |       |
| 24. November | Lothar Weinmiller                     | deutscher Geflügelzucht-Wissenschaftler                                               | 44    |       |
| 24. November | Dick Wilson                           | US-amerikanischer Jazz-Tenorsaxophonist des Swing                                     | 30    |       |
| 25. November | Pedro Aguirre Cerda                   | chilenischer Politiker                                                                | 62    |       |
| 25. November | Josef Brunner                         | österreichischer Politiker (DnP), Abgeordneter zum Nationalrat                        | 80    |       |
| 25. November | Anna Caspari                          | deutsche Kunsthändlerin                                                               | 41    |       |
| 25. November | Moritz Hainebach                      | deutscher Geiger und Musiklehrer                                                      | 69    |       |
| 25. November | Berthold Hirsch                       | deutsch-jüdischer Verlagsbuchhändler                                                  | 51    |       |
| 25. November | Paula Jordan                          | Galeristin in München, wurde deportiert und im KZ Kaunas 1941 ermordet                | 52    |       |
| 25. November | Anna Klein                            | deutsche Malerin und Grafikerin                                                       | 58    |       |
| 25. November | Elisabeth Kohn                        | deutsch-jüdische Rechtsanwältin                                                       | 39    |       |
| 25. November | Maria Luiko                           | deutsche Künstlerin                                                                   | 37    |       |
| 25. November | Siegfried Wahle                       | deutscher Allgemeinmediziner                                                          | 72    |       |
| 25. November | Paul Franz Wassermann                 | deutscher Unternehmer                                                                 | 54    |       |
| 26. November | Leo Gestel                            | niederländischer Maler, Grafiker, Keramiker                                           | 60    |       |
| 26. November | Victor Hackman                        | finnischer Geologe                                                                    | 75    |       |
| 26. November | Ernest Lapointe                       | kanadischer Politiker                                                                 | 65    |       |
| 27. November | Charles James Briggs                  | britischer Offizier, zuletzt Generalleutnant                                          | 76    |       |
| 27. November | Sergei Alexandrowitsch Lobowikow      | russischer Fotograf und Edeldrucker                                                   | 71    |       |
| 28. November | Billy Dunlop                          | schottischer Fußballspieler                                                           | 67    |       |
| 28. November | Rudolf Großmann                       | deutscher Maler und Graphiker                                                         | 59    |       |
| 28. November | Pinchas David Horovitz                | chassidischer Großrabbiner und Kabbalist                                              |       |       |
| 28. November | Elwyn Roy King                        | australischer Pilot im Ersten Weltkrieg                                               | 47    |       |
| 28. November | Ferdinand Liebermann                  | deutscher Bildhauer                                                                   | 58    |       |
| 28. November | Richard Nagel                         | deutscher Ornithologe sowie Maler der Vogelwelt und Landschaften Nordwestdeutschlands | 84    |       |
| 29. November | Willy Cohn                            | deutscher Historiker und Lehrer                                                       | 52    |       |
| 29. November | Soja Anatoljewna Kosmodemjanskaja     | sowjetische Partisanin                                                                | 18    |       |
| 29. November | Friedrich Schön                       | ungarischer Architekt jüdischer Herkunft                                              | 84    |       |
| 29. November | Frank Waller                          | US-amerikanischer Leichtathlet                                                        | 57    |       |
| 30. November | Erich Bénary                          | deutscher Chemiker                                                                    | 59    |       |
| 30. November | Robert Blüthner                       | deutscher Jurist und Unternehmer                                                      | 74    |       |
| 30. November | Julius Edelstein                      | deutscher Unternehmer                                                                 | 59    |       |
| 30. November | Mojzes Grzyb                          | galizischer Journalist und Ökonom                                                     | 45    |       |
| 30. November | Wilhelm Holzwarth                     | deutscher Politiker (NSDAP)                                                           | 66    |       |
| 30. November | Karl-Richard Idlane                   | estnischer Fußballspieler                                                             | 31    |       |
| 30. November | Ite Liebenthal                        | deutsche Lyrikerin                                                                    | 55    |       |
| 30. November | Adrian Morris                         | US-amerikanischer Schauspieler                                                        | 34    |       |
| 30. November | Ludwig Pincussohn                     | deutsch-US-amerikanischer Biochemiker und Mediziner                                   | 68    |       |
| 30. November | Karl Ree                              | estnischer Fußballspieler                                                             | 60    |       |
| 30. November | Elfriede Senden                       | deutsche Mittelstreckenläuferin                                                       | 41    |       |
| 30. November | Josef Staimer                         | deutscher Gewerkschaftsvorsitzender und Polizeipräsident von München                  | 70    |       |
|              | Leonid Saweljewitsch Lipawski         | russischer Schriftsteller                                                             | 37    |       |
|              | Pawel Lasarewitsch Weller             | russischer Übersetzer                                                                 |       |       |

## Dezember
| Tag          | Name                                    | Beruf, bekannt als                                                                              | Alter | Beleg         |
| ------------ | --------------------------------------- | ----------------------------------------------------------------------------------------------- | ----- | ------------- |
| 1. Dezember  | Alva B. Adams                           | US-amerikanischer Politiker                                                                     | 66    |               |
| 1. Dezember  | Hermann Christern                       | deutscher Historiker und Hochschullehrer                                                        | 49    |               |
| 1. Dezember  | Walter Kaufmann                         | deutscher Ingenieur und Automobilrennfahrer                                                     | 41    |               |
| 1. Dezember  | Ernest Martinenche                      | französischer Romanist und Hispanist                                                            |       |               |
| 2. Dezember  | Edward Rydz-Śmigły                      | polnischer Politiker, Marschall von Polen, Maler und Dichter                                    | 55    |               |
| 3. Dezember  | Pawel Nikolajewitsch Filonow            | russischer Maler, Kunsthistoriker und Dichter                                                   | 58    |               |
| 3. Dezember  | Christian Sinding                       | norwegischer Komponist                                                                          | 85    |               |
| 4. Dezember  | Georg Brodnitz                          | deutscher Nationalökonom                                                                        | 65    |               |
| 4. Dezember  | Blandine Gravina                        | Tochter von Richard und Cosima Wagner Houston                                                   | 78    |               |
| 4. Dezember  | Hugo Gumpenberger                       | österreichischer Bauer und Politiker, Landtagsabgeordneter                                      | 76    |               |
| 4. Dezember  | Karl Kaschka                            | österreichischer Offizier und Fechter                                                           | 37    |               |
| 4. Dezember  | John C. Ketcham                         | US-amerikanischer Politiker                                                                     | 68    |               |
| 4. Dezember  | Benedict Lachmann                       | deutscher Schriftsteller und Buchhändler                                                        | 63    |               |
| 4. Dezember  | Richard Zörner                          | deutscher Geheimer Bergrat                                                                      | 80    |               |
| 5. Dezember  | Oscar Deutsch                           | britischer Kinobetreiber                                                                        | 48    |               |
| 5. Dezember  | Siegfried Falk                          | deutscher Bankier                                                                               | 67    |               |
| 5. Dezember  | Paul Müller-Kaempff                     | deutscher Maler, Zeichner und Lithograf                                                         | 80    |               |
| 5. Dezember  | Hans Reither                            | österreichischer Politiker (SDAP), Landtagsabgeordneter                                         | 67    |               |
| 5. Dezember  | Amrita Sher-Gil                         | indisch-ungarische Künstlerin                                                                   | 28    |               |
| 5. Dezember  | Richard James Wilkinson                 | britischer Orientalist und Kolonialbeamter                                                      | 74    |               |
| 6. Dezember  | Ernst Bamberger                         | deutscher Arzt                                                                                  | 56    |               |
| 6. Dezember  | Oskar Ernst Bernhardt                   | deutscher Gründer der Gralsbewegung                                                             | 66    |               |
| 6. Dezember  | Louis Bertrand                          | französischer Schriftsteller, Essayist, Biograf und Historiker                                  | 75    |               |
| 6. Dezember  | Richard Jansen                          | deutscher Architekt                                                                             | 63    |               |
| 6. Dezember  | Martin Kaubisch                         | deutscher Schriftsteller, vor allem Lyriker                                                     | 53    |               |
| 6. Dezember  | John Matthew O’Connell                  | US-amerikanischer Politiker                                                                     | 69    |               |
| 6. Dezember  | Ernst Schreder                          | deutscher Generalmajor im Zweiten Weltkriege                                                    | 49    |               |
| 7. Dezember  | Mervyn Sharp Bennion                    | US-amerikanischer Offizier                                                                      | 54    |               |
| 7. Dezember  | Karl Doll                               | deutscher Politiker (NSDAP), Bürgermeister in Eppingen und Oberkirch                            | 36    |               |
| 7. Dezember  | Rudolf Günther                          | deutscher Architekt                                                                             | 61    |               |
| 7. Dezember  | Isaac C. Kidd                           | US-amerikanischer Admiral und der erste gefallene US-amerikanische Admiral im Zweiten Weltkrieg | 57    |               |
| 7. Dezember  | Lluís Millet i Pagès                    | spanischer Komponist und Chorgründer (Katalonien)                                               | 74    |               |
| 7. Dezember  | Peter Tomich                            | Matrose der US Navy, Träger der Medal of Honor                                                  | 48    |               |
| 7. Dezember  | Franklin Van Valkenburgh                | US-amerikanischer Offizier                                                                      | 53    |               |
| 8. Dezember  | Ludwig Anton                            | österreichischer Schriftsteller und Arzt                                                        | 69    |               |
| 8. Dezember  | Simon Dubnow                            | russischer Historiker und Theoretiker des Judentums                                             | 81    |               |
| 8. Dezember  | Friedrich Haag                          | deutscher Kristallograph                                                                        | 85    |               |
| 8. Dezember  | Ernst Heermann                          | deutscher Fußballspieler                                                                        | 27    |               |
| 8. Dezember  | Miklós Kozma                            | ungarischer Offizier, Medienunternehmer und Politiker                                           | 57    |               |
| 8. Dezember  | Izidor Kürschner                        | ungarischer Fußballspieler und -trainer                                                         | 56    |               |
| 8. Dezember  | Hans Laßleben                           | deutscher Zeichenlehrer, Zeichner, Grafiker und Illustrator                                     | 33    |               |
| 8. Dezember  | Wilhelm Lindemann                       | deutscher Sänger und Musiker, Textdichter und Schlagerkomponist                                 | 59    |               |
| 9. Dezember  | Eduard von Böhm-Ermolli                 | österreichischer Feldmarschall und Heerführer im Ersten Weltkrieg                               | 85    |               |
| 9. Dezember  | Friedrich Dietz von Weidenberg          | österreichischer Sportschütze                                                                   | 70    |               |
| 9. Dezember  | Elena Lunda                             | italienische Stummfilmschauspielerin                                                            | 40    |               |
| 9. Dezember  | Dmitri Sergejewitsch Mereschkowski      | russischer Schriftsteller                                                                       | 76    |               |
| 9. Dezember  | Wolf Johannes Müller                    | Schweizer Chemiker                                                                              | 67    |               |
| 9. Dezember  | Walter Neumann-Silkow                   | deutscher Offizier, zuletzt Generalleutnant im Zweiten Weltkrieg                                | 47    |               |
| 9. Dezember  | Leo Polak                               | niederländischer Philosoph                                                                      | 61    |               |
| 9. Dezember  | Heinrich Stalling                       | deutscher Druckereibesitzer und Verleger                                                        | 76    |               |
| 9. Dezember  | Paavo Vierto                            | finnischer Skispringer                                                                          | 26    |               |
| 10. Dezember | Fritz Bergau                            | deutscher Kommunist und Widerstandskämpfer gegen den Nationalsozialismus                        | 47    |               |
| 10. Dezember | Georg Blessing                          | deutscher Zahnarzt und Hochschullehrer                                                          | 58    |               |
| 10. Dezember | Axel de Chapeaurouge                    | deutscher Arzt, Tierzuchtgelehrter und Hippologe                                                | 80    |               |
| 10. Dezember | Albert Döderlein                        | deutscher Gynäkologe                                                                            | 81    |               |
| 10. Dezember | Erich Jacoby                            | deutsch-baltischer Architekt                                                                    | 56    |               |
| 10. Dezember | Tom Spencer Vaughan Phillips            | britischer Admiral                                                                              | 53    |               |
| 10. Dezember | Ugo Savonuzzi                           | italienischer Turner                                                                            | 54    |               |
| 10. Dezember | Leopold Spielmann                       | österreichischer Pianist und Dirigent                                                           | 60    |               |
| 11. Dezember | Frank Conrad                            | US-amerikanischer Rundfunkpionier                                                               | 67    |               |
| 11. Dezember | Wassyl Koroliw                          | ukrainischer Schriftsteller, Journalist und politischer Aktivist                                | 62    |               |
| 11. Dezember | John Gillespie Magee                    | angloamerikanischer Poet und Jagdflieger                                                        | 19    |               |
| 11. Dezember | Maurice Magre                           | französischer Schriftsteller                                                                    | 64    |               |
| 11. Dezember | John William Moore                      | US-amerikanischer Politiker                                                                     | 64    |               |
| 11. Dezember | Émile Picard                            | französischer Mathematiker                                                                      | 85    |               |
| 11. Dezember | Hans Quaet-Faslem                       | deutscher Admiral                                                                               | 67    |               |
| 11. Dezember | Arvid Ringheim                          | dänischer Schauspieler                                                                          | 61    | danskefilm.dk |
| 11. Dezember | Arthur Wellesley, 5. Duke of Wellington | englischer Duke                                                                                 | 65    |               |
| 11. Dezember | Georg Zottmayr                          | deutscher Opernsänger (Bass), Gesangspädagoge und Komponist                                     | 72    |               |
| 12. Dezember | Élie Blanchard                          | kanadischer Lacrossespieler                                                                     | 60    |               |
| 12. Dezember | Joachim von Bredow                      | deutscher Rittergutsbesitzer und Parlamentarier                                                 | 74    |               |
| 12. Dezember | George Montague Butterworth             | britischer Rechtsanwalt und Tennisspieler                                                       | 83    |               |
| 12. Dezember | Julius von Kaan-Albest                  | Maler und Illustrator, Offizier                                                                 | 67    |               |
| 12. Dezember | Leopoldo Ruiz y Flóres                  | mexikanischer Bischof                                                                           | 76    |               |
| 12. Dezember | Hanns Seel                              | deutscher Jurist und Abteilungsleiter im Reichsinnenministerium                                 | 65    |               |
| 12. Dezember | Franz Theodor Würbel                    | österreichischer Porträtmaler sowie Plakatkünstler, Illustrator und Lithograph                  | 83    |               |
| 13. Dezember | Hans Peter Feddersen                    | deutscher Landschaftsmaler                                                                      | 93    |               |
| 13. Dezember | Herbert Firl                            | deutscher Widerstandskämpfer gegen das nationalsozialistische Regime                            | 42    |               |
| 13. Dezember | Adolf Koehler                           | deutscher Montanindustrieller und Vorstandsvorsitzender der Buderus AG (1926–1941)              | 59    |               |
| 13. Dezember | Leo Sepp                                | estnischer Politiker und Finanzexperte                                                          | 49    |               |
| 14. Dezember | Jacob Jebsen                            | deutscher Reeder, Unternehmer                                                                   | 70    |               |
| 14. Dezember | Hanns Kerrl                             | deutscher Politiker (NSDAP), MdR und Reichsminister, Reichskirchenminister                      | 54    |               |
| 14. Dezember | Heinrich Reinhard Kröh                  | deutscher Maler                                                                                 | 100   |               |
| 15. Dezember | Israel Bursztyn                         | polnisch-französischer Journalist                                                               | 45    |               |
| 15. Dezember | Heinrich Färber                         | österreichischer Nationalökonom                                                                 | 77    |               |
| 15. Dezember | James A. Hamill                         | US-amerikanischer Politiker                                                                     | 64    |               |
| 15. Dezember | Emil Lucka                              | österreichischer Schriftsteller                                                                 | 64    |               |
| 15. Dezember | Gabriel Péri                            | französischer Kommunist, Journalist und Politiker                                               | 39    |               |
| 15. Dezember | Jean Seligmann                          | französischer Kunst- und Antiquitätenhändler                                                    | 38    |               |
| 15. Dezember | Eugen Steigleder                        | deutscher Architekt                                                                             | 65    |               |
| 15. Dezember | Felix Urstöger                          | österreichisch-deutscher Politiker (NSDAP), MdR                                                 | 31    |               |
| 16. Dezember | James Walter Elder                      | US-amerikanischer Politiker                                                                     | 59    |               |
| 16. Dezember | Alain Gerbault                          | französischer Weltumsegler, Schriftsteller und Tennisspieler                                    | 48    |               |
| 16. Dezember | Johannes von Karpf                      | deutscher Konteradmiral                                                                         | 74    |               |
| 16. Dezember | František Kaván                         | tschechischer Maler                                                                             | 75    |               |
| 16. Dezember | Kurt Schimmel                           | deutscher Verwaltungsjurist und Regierungspräsident                                             | 49    |               |
| 16. Dezember | Felix Wilhelm                           | deutscher Pädagoge und Heimatforscher                                                           | 78    |               |
| 17. Dezember | Franz Hohenberger                       | österreichischer Maler                                                                          | 74    |               |
| 17. Dezember | Hans Hunziker                           | Schweizer Arzt                                                                                  | 63    |               |
| 17. Dezember | Doiwber Lewin                           | russischer Schriftsteller                                                                       |       |               |
| 17. Dezember | Heinrich Pergler von Perglas            | Konteradmiral der k.u.k. Kriegsmarine                                                           | 70    |               |
| 18. Dezember | Hugh Charles Clifford                   | britischer Kolonialgouverneur                                                                   | 75    |               |
| 18. Dezember | Francis D’Arcy Cooper                   | britischer Manager                                                                              | 59    |               |
| 18. Dezember | Bill Fritz                              | US-amerikanischer Stabhochspringer                                                              | 49    |               |
| 18. Dezember | Dmitri Fjodorowitsch Lawrinenko         | sowjetischer T-34-Panzerkommandant                                                              | 27    |               |
| 18. Dezember | Ernst Lohmann                           | deutscher Jurist                                                                                | 78    |               |
| 18. Dezember | Heinrich Paal                           | estnischer Fußballspieler und Fußballschiedsrichter, Leichtathlet und Sportfunktionär           | 46    |               |
| 18. Dezember | Fanny Vorhölzer                         | württembergische Politikerin (SPD), MdL 1919–1920                                               | 72    |               |
| 18. Dezember | Ernst Walz                              | deutscher Jurist und Politiker                                                                  | 82    |               |
| 19. Dezember | Carl Bantzer                            | deutscher impressionistischer Maler und Kunstschriftsteller                                     | 84    |               |
| 19. Dezember | Adalbert Depiny                         | österreichischer Heimatforscher, Volkstumspfleger und Politiker, Landtagsabgeordneter           | 58    |               |
| 19. Dezember | Josef Engelhart                         | österreichischer Maler und Bildhauer                                                            | 77    |               |
| 19. Dezember | Karl Fehler                             | deutscher Kommunist und antifaschistischer Widerstandskämpfer                                   | 36    |               |
| 19. Dezember | Adolf Jahn                              | deutscher Bildhauer                                                                             | 83    |               |
| 19. Dezember | Hans Nockemann                          | deutscher Jurist und SS-Führer                                                                  | 38    |               |
| 19. Dezember | Elsie Clews Parsons                     | US-amerikanische Soziologin und Anthropologin                                                   | 66    |               |
| 19. Dezember | Jaan Piiskar                            | estnischer Politiker, Mitglied des Riigikogu und Pädagoge                                       | 58    |               |
| 19. Dezember | Johann Puppe                            | deutscher Ingenieur                                                                             | 59    |               |
| 19. Dezember | Adam Schäfer                            | deutscher Geistlicher                                                                           | 64    |               |
| 20. Dezember | Friedrich von Engel                     | österreichischer Richter                                                                        | 74    |               |
| 20. Dezember | Eugen Wilhelm Pfizenmayer               | württembergisch-russischer Paläontologe und Zoologe                                             | 72    |               |
| 20. Dezember | Igor Sewerjanin                         | russischer Dichter                                                                              | 54    |               |
| 20. Dezember | Alexander Iwanowitsch Wwedenski         | russischer Dichter                                                                              | 37    |               |
| 21. Dezember | Engelbert Endrass                       | deutscher Marineoffizier und U-Bootkommandant im Zweiten Weltkrieg                              | 30    |               |
| 21. Dezember | Paul von Gontard                        | deutscher Ingenieur und Industrie-Manager                                                       | 73    |               |
| 21. Dezember | Max Hölzel                              | österreichischer Politiker (NSDAP), MdR                                                         | 35    |               |
| 21. Dezember | Carl Seebald                            | österreichischer Fotograf                                                                       | 63    |               |
| 21. Dezember | Georg Sperlich                          | deutscher Jurist und Oberbürgermeister von Münster                                              | 64    |               |
| 21. Dezember | Peetie Wheatstraw                       | US-amerikanischer Blues-Pianist, Gitarrist, Sänger und Songschreiber                            | 39    |               |
| 22. Dezember | Lina Bögli                              | Schweizer Reiseschriftstellerin                                                                 | 83    |               |
| 22. Dezember | Karel Hašler                            | tschechischer Schauspieler, Sänger und Kabarettist                                              | 62    |               |
| 22. Dezember | Karl Hoffmann                           | praktischer Arzt                                                                                | 56    |               |
| 22. Dezember | Louis Lewin                             | deutscher Rabbiner und Historiker                                                               | 72    |               |
| 22. Dezember | Casimir Meister                         | Schweizer Komponist, Kirchenmusiker und Sammler von Volksliedern                                | 72    |               |
| 22. Dezember | Leopoldo Mugnone                        | italienischer Dirigent und Komponist                                                            | 83    |               |
| 23. Dezember | Bernhard Fischer-Wasels                 | deutscher anatomischer Pathologe                                                                | 64    |               |
| 23. Dezember | Emil Fränger                            | deutscher Verwaltungsjurist und Bürgermeister von Erlangen                                      | 85    |               |
| 23. Dezember | Carl Lambrecht                          | deutscher Maler                                                                                 | 63    |               |
| 23. Dezember | Alfred Schneider                        | deutscher Dompteur                                                                              | 65    |               |
| 24. Dezember | Siegfried Alkan                         | deutscher Komponist                                                                             | 83    |               |
| 24. Dezember | Sebastian Gruber                        | österreichischer Bauer und Politiker, Landtagsabgeordneter                                      | 78    |               |
| 24. Dezember | Fernand Holweck                         | französischer Physiker                                                                          | 51    |               |
| 24. Dezember | Frederick Moloney                       | US-amerikanischer Leichtathlet                                                                  | 59    |               |
| 24. Dezember | Ōe Sueo                                 | japanischer Leichtathlet                                                                        | 27    |               |
| 24. Dezember | Carl Oppenheimer                        | deutscher Biochemiker                                                                           | 67    |               |
| 24. Dezember | Arthur Yager                            | Gouverneur von Puerto Rico                                                                      | 83    |               |
| 25. Dezember | Richard S. Aldrich                      | US-amerikanischer Politiker                                                                     | 57    |               |
| 25. Dezember | Aleksandrs Grīns                        | lettischer Schriftsteller                                                                       | 46    |               |
| 25. Dezember | John Lander                             | britischer Ruderer                                                                              | 34    |               |
| 25. Dezember | Theodor Molien                          | deutscher Mathematiker                                                                          | 80    |               |
| 26. Dezember | Frances Hardcastle                      | britische Mathematikerin und Frauenrechtlerin                                                   | 75    |               |
| 26. Dezember | Gösta von Hennigs                       | schwedischer Maler und Hochschullehrer                                                          | 75    |               |
| 26. Dezember | Andreas Weißgerber                      | österreichisch-ungarischer Geiger                                                               | 41    |               |
| 27. Dezember | Erich Behrendt                          | deutscher Politiker (NSDAP), MdR, MdL                                                           | 37    |               |
| 27. Dezember | Hermann Delius                          | preußischer Generalleutnant                                                                     | 87    |               |
| 27. Dezember | Eduardo Hay                             | mexikanischer General, Diplomat und Politiker                                                   | 64    |               |
| 27. Dezember | Richard Herrmann                        | deutscher Polizist und Sportfunktionär                                                          | 46    |               |
| 27. Dezember | Hamilton Fish Kean                      | US-amerikanischer Politiker der Republikanischen Partei                                         | 79    |               |
| 27. Dezember | Jakob Emanuel Lange                     | dänischer Mykologe                                                                              | 77    |               |
| 27. Dezember | Voldemar Rõks                           | estnischer Fußballspieler und Leichtathlet                                                      | 41    |               |
| 27. Dezember | Robert Schöpfer                         | Schweizer Politiker                                                                             | 72    |               |
| 27. Dezember | Bernhard Sehring                        | deutscher Architekt                                                                             | 86    |               |
| 27. Dezember | Hermann Wilker                          | deutscher Ruderer                                                                               | 67    |               |
| 28. Dezember | Gerald Backhouse                        | australischer Mittelstreckenläufer                                                              | 29    |               |
| 28. Dezember | Marcel Baschet                          | französischer Porträtmaler und Illustrator                                                      | 79    |               |
| 28. Dezember | Kasimir Petrowitsch Kalizki             | russischer Geologe und Hochschullehrer                                                          | 68    |               |
| 28. Dezember | Karl Lißbauer                           | österreichischer Ministerialrat und Senatspräsident beim deutschen Reichsgericht                | 59    |               |
| 28. Dezember | Rudolf Winterwerb                       | deutscher Bankier                                                                               | 78    |               |
| 29. Dezember | Erich Aberger                           | deutscher Radrennfahrer                                                                         | 49    |               |
| 29. Dezember | Luigi Albertini                         | italienischer Publizist und Politiker                                                           | 70    |               |
| 29. Dezember | Josef Allram                            | österreichischer Heimatdichter und Lehrer                                                       | 81    |               |
| 29. Dezember | Borgen Bøe                              | norwegischer Widerstandskämpfer gegen den Nationalsozialismus                                   | 33    |               |
| 29. Dezember | Louis Michel Eilshemius                 | US-amerikanischer Maler                                                                         | 77    |               |
| 29. Dezember | Ernst von Sachsen-Meiningen             | Prinz von Sachsen-Meiningen                                                                     | 82    |               |
| 29. Dezember | Josef Florian                           | tschechischer Schriftsteller                                                                    | 68    |               |
| 29. Dezember | Ernst Moritz Geyger                     | deutscher Bildhauer, Medailleur, Maler und Radierer                                             | 80    |               |
| 29. Dezember | Moritz Kraut                            | deutscher Politiker (NSDAP) und MdR (1936–1941)                                                 | 36    |               |
| 29. Dezember | Pierre Kunc                             | französischer Komponist und Organist                                                            | 76    |               |
| 29. Dezember | Tullio Levi-Civita                      | italienischer Mathematiker                                                                      | 68    |               |
| 29. Dezember | Julius Schindler                        | deutscher Unternehmer                                                                           | 63    |               |
| 29. Dezember | Okano Teiichi                           | japanischer Komponist                                                                           | 63    |               |
| 30. Dezember | El Lissitzky                            | russischer Maler, Grafikdesigner, Architekt, Typograf und Fotograf                              | 51    |               |
| 31. Dezember | José Fontanet                           | spanischer Wasserballspieler                                                                    | 41    |               |
| 31. Dezember | Karlheinz Kugelmann                     | deutscher Studentenfunktionär und Gaustudentenführer                                            | 29    |               |
| 31. Dezember | Bodil Rosing                            | dänisch-amerikanische Schauspielerin                                                            | 64    |               |
|              | Mathilde Freiin von Freytag-Loringhoven | deutsche Künstlerin                                                                             | 81    |               |
|              | Aline Furtmüller                        | österreichische Politikerin (SDAP), Landtagsabgeordnete                                         | 58    |               |
|              | William J. Maier                        | US-amerikanischer Jurist und Politiker                                                          | 65    |               |
|              | Moritz von Oppenfeld                    | deutscher Verwaltungsbeamter, Rittergutsbesitzer und Parlamentarier                             | 83    |               |
|              | Fritz Zulauf                            | Schweizer Sportschütze                                                                          | 48    |               |